# Monte Voma
El monte Voma es la tercera altura de Fiyi. Se sitúa en la isla de Viti Levu y pertenece a la cadena montañosa que recorre la isla de norte a sur. Su altura es de 1204 m s. n. m.